# Пеннингтон, Тиша
Ти́ша Лин Пе́ннингтон (англ. Tecia Lyn Pennington); ранее — То́ррес Монка́йо; (англ. Torres Moncaio) род. 16 августа 1989 года, Фолл-Ривер, штат Массачусетс, США) — американский профессиональный боец смешанных единоборств, в настоящее время выступающая под эгидой Ultimate Fighting Championship в женской минимальной весовой категории. Начинала свою профессиональную бойцовскую карьеру в женском промоушене Invicta FC, принимала участие в 20 сезоне шоу The Ultimate Fighter.

## Титулы и достижения
Ultimate Fighting Championship
- Обладатель премии «Выступление вечера» (1 раз) в бою против Жулианы Лимы
- Второе место по количеству побед среди бойцов UFC в женском минимальном весе (9, делит его с Карлой Эспарсой и Роуз Намаюнас)
- Третье место по количеству проведённых боёв среди бойцов UFC в женском минимальном весе (14)

## Статистика выступлений в MMA
| Боёв 22  | Побед 15 | Поражений 7 |
| -------- | -------- | ----------- |
| Нокаутом | 1        | 0           |
| Сдачей   | 1        | 0           |
| Решением | 13       | 7           |

| Результат  | Рекорд | Соперник                        | Способ                                  | Турнир                                        | Дата            | Раунд | Время | Место                           | Примечание                                                       |
| ---------- | ------ | ------------------------------- | --------------------------------------- | --------------------------------------------- | --------------- | ----- | ----- | ------------------------------- | ---------------------------------------------------------------- |
| Победа     | 15-7   | Луана Перейру                   | Единогласное решение                    | UFC Fight Night: Бёрнс vs. Моралес            | 17 мая 2025     | 3     | 5:00  | Лас-Вегас, Невада, США          |                                                                  |
| Победа     | 14–7   | Карла Эспарса                   | Единогласное решение                    | UFC 307                                       | 5 октября 2024  | 3     | 5:00  | Солт-Лейк-Сити, Юта, США        |                                                                  |
| Поражение  | 13–7   | Таббата Риччи                   | Раздельное решение                      | UFC on ESPN: Льюис vs. Насименту              | 11 мая 2024     | 3     | 5:00  | Сент-Луис, Миссури, США         |                                                                  |
| Поражение  | 13-6   | Маккензи Дерн (#5, 6-2 UFC)     | Единогласное решение                    | UFC 273                                       | 9 апреля 2022   | 3     | 5:00  | Джэксонвилл, Флорида, США       |                                                                  |
| Победа     | 13-5   | Анджела Хилл (#12, 7-7 UFC)     | Единогласное решение                    | UFC 265                                       | 7 августа 2021  | 3     | 5:00  | Хьюстон, Техас, США             |                                                                  |
| Победа     | 12-5   | Сэм Хьюз (0-0 UFC)              | Технический нокаут (остановка доктором) | UFC 256                                       | 12 декабря 2020 | 1     | 5:00  | Лас-Вегас, Невада, США          |                                                                  |
| Победа     | 11-5   | Брианна ван Бюрен (1-0 UFC)     | Единогласное решение                    | UFC on ESPN: Блейдс vs. Волков                | 20 июня 2020    | 3     | 5:00  | Лас-Вегас, Невада, США          |                                                                  |
| Поражение  | 10-5   | Марина Родригес (1-0-1 UFC)     | Единогласное решение                    | UFC Fight Night: Шевченко vs. Кармуш 2        | 10 августа 2019 | 3     | 5:00  | Монтевидео, Монтевидео, Уругвай |                                                                  |
| Поражение  | 10-4   | Чжан Вэйли (2-0 UFC)            | Единогласное решение                    | UFC 235                                       | 2 марта 2019    | 3     | 5:00  | Лас-Вегас, Невада, США          |                                                                  |
| Поражение  | 10-3   | Йоанна Енджейчик (8-2 UFC)      | Единогласное решение                    | UFC on Fox: Альварес vs. Пуарье 2             | 28 июля 2018    | 3     | 5:00  | Калгари, Альберта, Канада       |                                                                  |
| Поражение  | 10-2   | Жессика Андради (8-4 UFC)       | Единогласное решение                    | UFC on Fox: Эмметт vs. Стивенс                | 24 февраля 2018 | 3     | 5:00  | Орландо, Флорида, США           |                                                                  |
| Победа     | 10-1   | Мишель Уоттерсон (2-1 UFC)      | Единогласное решение                    | UFC 218                                       | 2 декабря 2017  | 3     | 5:00  | Детройт, Мичиган, США           |                                                                  |
| Победа     | 9-1    | Жулиана Лима (3-2 UFC)          | Сдача, удушающий прием (удушение сзади) | The Ultimate Fighter 25 Finale                | 7 июля 2017     | 2     | 0:53  | Лас-Вегас, Невада, США          | Награда "Выступление вечера"                                     |
| Победа     | 8-1    | Бек Роулингс (2-2 UFC)          | Единогласное решение                    | UFC Fight Night: Бермудес vs. Корейский зомби | 4 февраля 2017  | 3     | 5:00  | Хьюстон, Техас, США             | Бой в промежуточном весе (117,5 фунтов), Роулингс не сделала вес |
| Поражение  | 7-1    | Роуз Намаюнас (2-1 UFC)         | Единогласное решение                    | UFC on Fox: Тейшейра vs. Эванс                | 16 апреля 2016  | 3     | 5:00  | Тампа, Флорида, США             |                                                                  |
| Победа     | 7-0    | Джоселин Джонс-Либарж (0-0 UFC) | Единогласное решение                    | UFC 194                                       | 12 декабря 2015 | 3     | 5:00  | Лас-Вегас, Невада, США          |                                                                  |
| Победа     | 6-0    | Анджела Хилл (1-0 UFC)          | Единогласное решение                    | UFC 188                                       | 13 июня 2013    | 3     | 5:00  | Мехико, Мексика                 |                                                                  |
| Победа     | 5-0    | Анджела Маганья (0-0 UFC)       | Единогласное решение                    | The Ultimate Fighter 20 Finale                | 12 декабря 2014 | 3     | 5:00  | Лас-Вегас, Невада, США          |                                                                  |
| Победа     | 4-0    | Фелис Херринг                   | Единогласное решение                    | Invicta FC 7: Honchak vs. Smith               | 7 декабря 2013  | 3     | 5:00  | Канзас-Сити, Миссури, США       |                                                                  |
| Победа     | 3-0    | Роуз Намаюнас                   | Единогласное решение                    | Invicta FC 6: Coenen vs. Cyborg               | 13 июля 2013    | 3     | 5:00  | Канзас-Сити, Миссури, США       |                                                                  |
| Победа     | 2-0    | Пейдж Ванзант                   | Единогласное решение                    | Invicta FC 4: Esparza vs. Hyatt               | 5 января 2013   | 3     | 5:00  | Канзас-Сити, Миссури, США       |                                                                  |
| Победа     | 1-0    | Кайяна Рейн                     | Единогласное решение                    | Invicta FC 3: Penne vs. Sugiyama              | 6 октября 2012  | 3     | 5:00  | Канзас-Сити, Миссури, США       | Дебют в минимальном весе                                         |
| Источники: |        |                                 |                                         |                                               |                 |       |       |                                 |                                                                  |